# Villa Jägers Heim
Die Villa Jägers Heim liegt in der Borstraße 4a im Stadtteil Niederlößnitz der sächsischen Stadt Radebeul; die ehemals zugehörige „Remise mit Kutscherwohnung“ hat nach der Grundstücksaufteilung die Adresse Borstraße 4c.

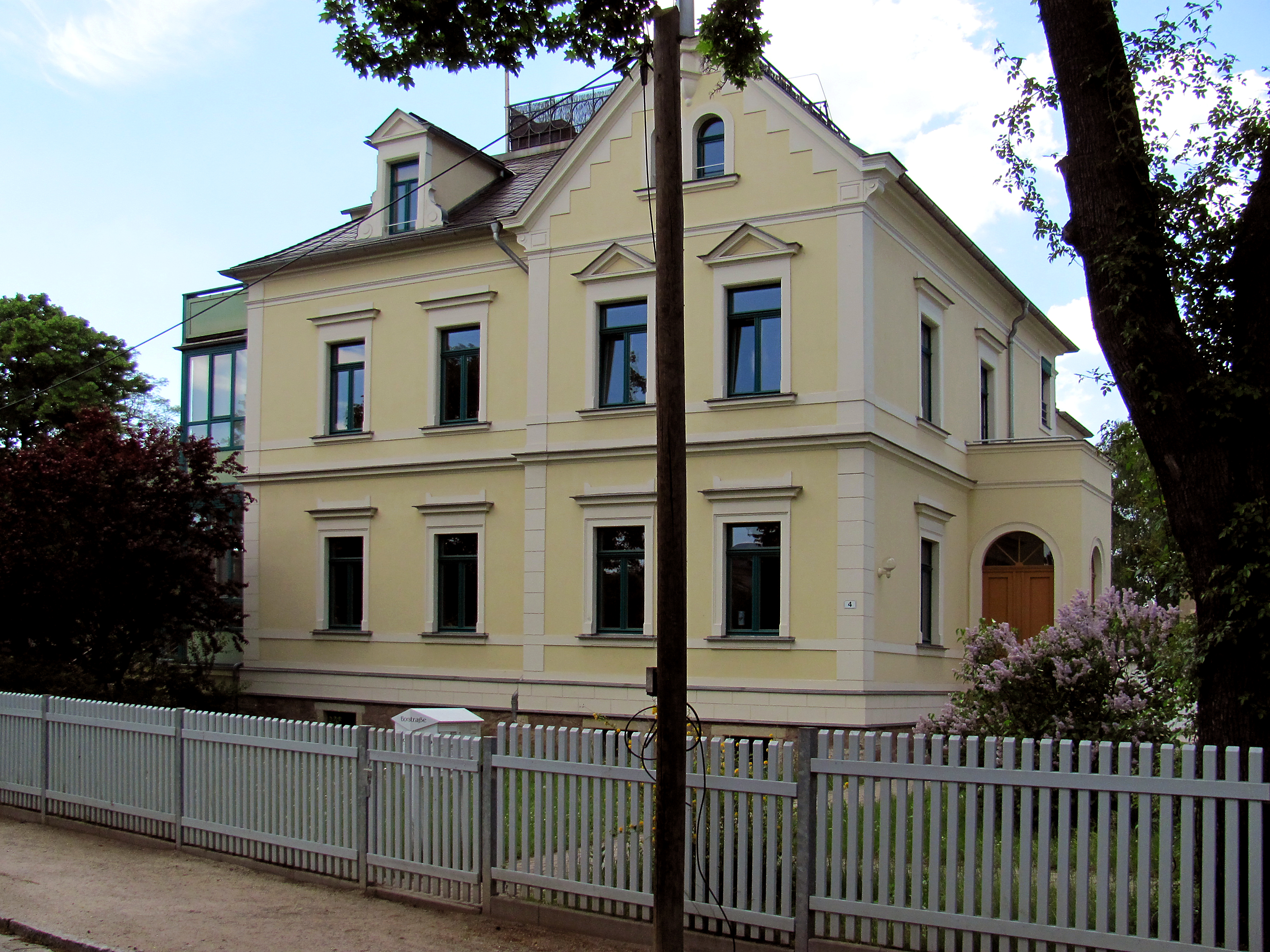
Villa Jägers Heim

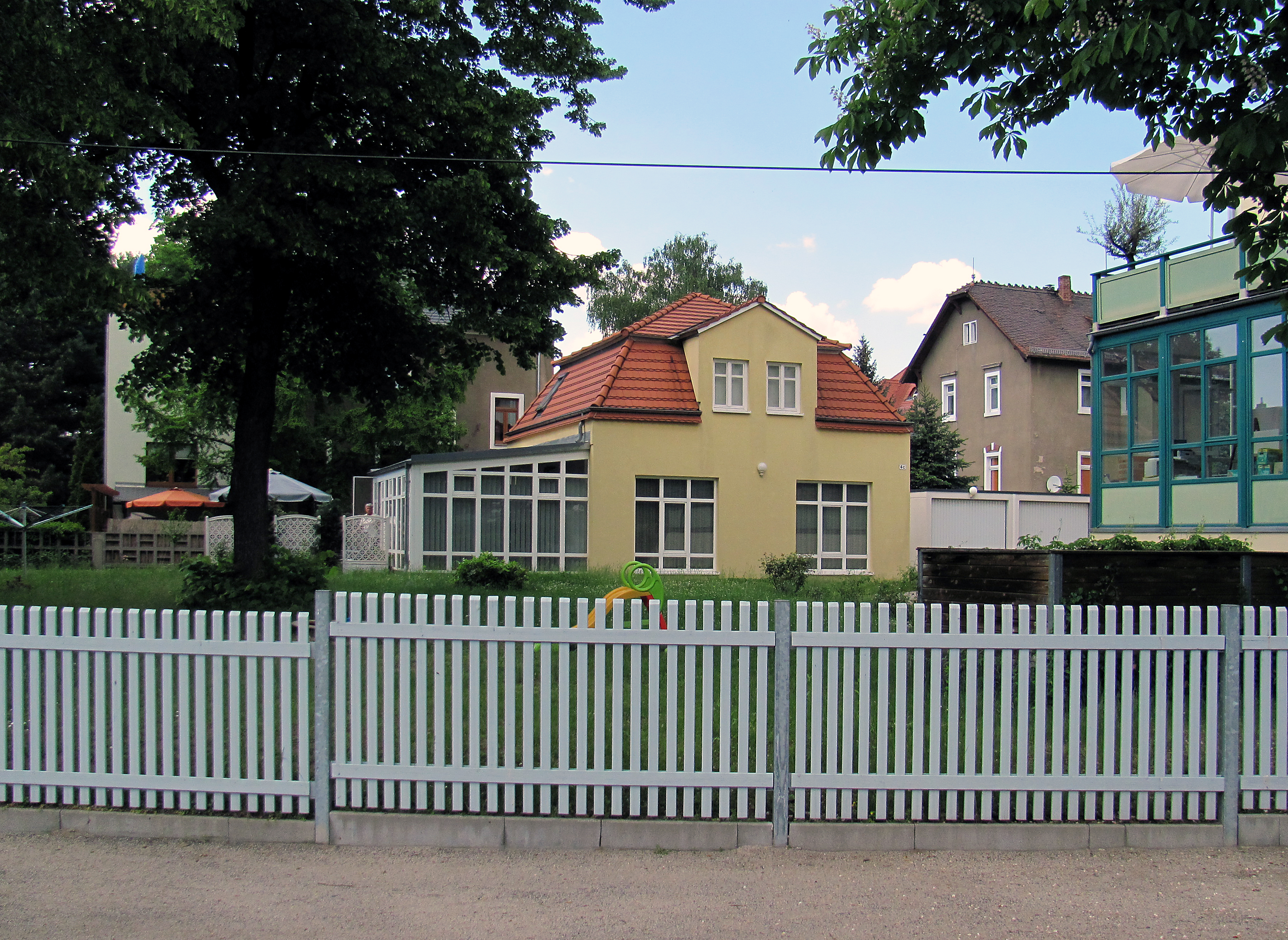
Villa Jägers Heim: Ehemalige Remise, heute ein Wohnhaus (Borstraße 4c)

## Beschreibung
Die unter Denkmalschutz stehende Villa, auch als Mietvilla angesprochen, ist ein zweigeschossiges Wohnhaus mit einem schiefergedeckten Plattformdach, dessen Dachgitter jüngst erneuert wurde. Es steht auf einem Bruchsteinsockel, sodass das Erdgeschoss im Hochparterre zu liegen kommt.
In der vierachsigen Straßenansicht des Putzbaus steht rechts ein zweiachsiger Seitenrisalit mit einem hohen Dreiecksputzgiebel. In der rechten Seitenansicht steht ein eingeschossiger Eingangsvorbau mit einem Austritt obenauf. Die Haustür ist im Gegensatz zu den allermeisten Rechteckfenstern rundbogig. In der linken Seitenansicht steht eine zweigeschossige, verglaste Veranda, die mit der Instandsetzung des Wohnhauses neu erbaut wurde.
Die Fassaden des glatt verputzten Gebäudes werden durch Geschossgesimse und Sohlbank-Putzbänder gegliedert, dazu kommen auf den Gebäudekanten Putznutungen. Die Fenster werden durch Sandsteinelemente eingefasst, die Horizontalverdachungen aufweisen. Abweichend werden die Obergeschossfenster in dem Seitenrisalit zur Straße hin durch Dreiecksverdachungen bekrönt. Die Belichtung des sich darüber befindlichen Giebels erfolgt durch ein Zwillingsrundbogenfenster.
Die ehemalige „Remise mit Kutscherwohnung“ (Lage) war bis nach 2012 ein denkmalgeschütztes Gebäude. 2019 ist der Wohnhausumbau nicht mehr in der Denkmalliste enthalten.
Auf dem eingeschossigen Bau liegt ein hohes, abgeknicktes Ziegeldach (Mansarddach), das aufgrund des fast quadratischen Grundrisses nahezu ein Zeltdach darstellt. Zur Belichtung dient neben seitlichen Dachfenstern auch ein hohes Dachhaus mit Dreiecksgiebel unter einem Satteldach. Seitlich links ist zur Vergrößerung der Wohnfläche in moderner Zeit ein wintergartenartiger Anbau angesetzt worden. Die beiden vorderen Toröffnungen bilden heute große Fensterflächen.

## Geschichte
Der Bauunternehmer Heinrich Völkel beantragte im September 1897 den Bau einer Mietvilla. Der Entwurf stammte von Baumeister Ernst Claus, der auch die Bauleitung übernahm. Maurer- und Zimmermannsarbeiten übernahm das Baugeschäft Adolf Neumann. Ab 1898 wechselte die Bautätigkeit zur Baufirma Gebr. Große, möglicherweise im Zusammenhang mit dem Eigentümerwechsel zu dem Schieferdeckermeister Heinrich Gerhardt im März 1898.
Die Remise mit Kutscherwohnung entstand im Jahr 1919.
Zu DDR-Zeiten, mindestens seit 1973, stand das Anwesen als Haus Krumm unter Denkmalschutz.